# محله هوایی ژونیپر
محله هوایی ژونیپر (به انگلیسی: Juniper Air Park) یک فرودگاه است که یک باند فرود خاک دارد و طول باند آن ۸۰۴ متر است. این فرودگاه در شهر بند، اورگن کشور ایالات متحده آمریکا قرار دارد و در ارتفاع ۱۰۶۳ متری از سطح دریا واقع شده است.